# Bälmeten
Der Bälmeten ist ein 2415 m ü. M. hoher Berg in den Glarner Alpen. Sein Gipfelgrat bildet einen Teil der Grenze zwischen den beiden Gemeinden Schattdorf und Erstfeld. Sein Gipfel ist gleichzeitig die höchste Erhebung von Schattdorf. Er liegt in der Bergkette Wängihorn – Burg – Hoch Fulen – Bälmeten – Schwarz Grat, welche die Gemeinde Schattdorf wie zwei im rechten Winkel aufgestellte Kulissen umgibt.

## Besteigungsmöglichkeiten
Der Bälmeten ist ein viel bestiegener Aussichtsberg mit einer Aussicht auf die Ebene des Urner Unterlandes und ins obere Reusstal. Die beiden Normalrouten verlaufen von Schattdorf aus übers Haldi – Butzenboden – zum Bälmeter Grätli, dort vereinigt sie sich mit der Normalroute von Erstfeld, welche diese Lücke über Schwandi – Efeli erreicht. Vom Bälmeter Grätli aus folgt der Bergwanderweg dem Grat zum grossen Gipfelplateau. Vom Bälmer Grätli aus führen auch Wege zum Seewlisee (Silenen), ins Griesstal (Unterschächen) oder zum Hoch Fulen.
Eine dritte Aufstiegsroute beginnt beim Schwarz Grat, zieht zuerst nur leicht ansteigend nördlich um den Gipfel herum und erreicht den höchsten Punkt schliesslich über den Nordgrat. Die Strecke ist weglos und zum Teil exponiert, es existieren blau-weisse Markierungen. Den spektakulärsten Abschnitt bildet eine natürliche Felsbrücke über einen Tunnel im Nordgrat.
Auch eine Besteigung mit Tourenskiern oder Schneeschuhen ist möglich, aber je nach Lawinensituation nicht ganz ungefährlich.

## Geologie
Die Bergkette, in welcher der Bälmeten liegt, wird vor allem von einer mächtigen steil schräg aufsteigenden autochthonen Malmkalkplatte gebildet. Diese Formation wird von der Reuss durchschnitten und setzt sich auf der westlichen Talseite mit dem Geissberg und dem Schlossberg fort. Sein Fuss besteht auf der Erstfelder Seite bereits aus dem kristallinen Gestein des Aarmassivs.

## Name
Der Name Bälmeten stammt vom rätoromanischen Balmita, welches die Verkleinerungsform von Balm ist. Als Balmen bezeichnet man Höhlen oder geschützte Räume, die von Tieren oft als Zufluchtsstätten benützt werden. Diese höhlenartigen Felsformationen sind hier häufig anzutreffen. Es gibt sogar einen Tunnel.